# Lovango Cay
Lovango Cay je privatni otok u okrugu St. John, na Američkim Djevičanskim otocima.
Leži 1.6 km sjeverozapadno od otoka sv. John, Lovango (također poznat u različitim vremenima kao Loango i Awango ) pokriva područje od 48 ha , a najviši vrh mu je na 78 m nadmorske visine.
Otok je rijetko naseljen barem od 1728. Najveća zabilježena populacija bila je 49 osoba 1917., kada je nakratko postojala škola.
Na otoku se nalazi ekološki odgovorna stambena zgrada pod nazivom Loving Cay Estates. Otok je samodostatan i ima vlastitu solarnu bateriju, vjetroagregat i postrojenje za desalinizaciju s reverznom osmozom. Novi razvoj na otoku uključuje bazen i klub na plaži.
Dostupan je samo brodom, a sjeverna strana otoka ima mali zaljev. Uz Congo Cay na sjeveru, voda ovdje obično ostaje mirna i pruža dobre uvjetenza ronjenje s disalicom. Između ostalog, šarkarice se često ovdje odmaraju tijekom dana.
Južna strana otoka popularno je mjesto za ronjenje za čarter brodove iz St. John i Saint Thomas.